# 工事監理
工事監理（こうじかんり）とは、その者の責任において、工事を設計図書と照合し、それが設計図書のとおりに実施されているかいないかを確認することをいう。（建築士法第2条7より引用）
まぎらわしいが、監理とは別に管理も存在する。工事管理は施工者が現場を運営する業務でいわゆる現場監督がそれを行う。監理は建築士が行い、管理は現場監督が行う。
工事費内訳書については、設計段階で工事数量（必要な資材数量や各工種別の労働人工数量）の積算がなされるが、工事監理者は、工事施工者の提示する、上記の積算数量（金抜内訳書）に値入した工事代金請負書についても、それが適切か確認するのが一般的である。現場で設計変更（何らかの理由で、図面と工事内容を変更すること）が生じた際は、工事施工者の提出する変更工事費内訳書が適切かについても、工事監理者が確認する。

## 関連法令
- 建築士は、工事監理を行う場合において、工事が設計図書のとおりに実施されていないと認めるときは、直ちに、工事施工者に注意を与え、工事施工者がこれに従わないときは、その旨を建築主に報告しなければならない（建築士法第18条4より引用）。
- 建築士は、工事監理を終了したときは、直ちに、国土交通省令で定めるところにより、その結果を文書で建築主に報告しなければならない（建築士法第20条2より引用）。
- 建築物の設計・工事監理に必要な資格は、建築士法第3条、第3条の2、第3条の3に定められている。それを整理すると以下の表のようになる（詳細は建築士を参照）。

| 資格名     | 木造                             | 非木造                          | 共通の制限                  | 特殊建築物の制限  |
| ---------- | -------------------------------- | ------------------------------- | --------------------------- | ----------------- |
| 一級建築士 | 全て可                           | 全て可                          | 全て可                      | 全て可            |
| 二級建築士 | 延べ面積1000m2まで               | 延べ面積300m2まで               | 高さ13mまで、軒の高さ9mまで | 延べ面積500m2まで |
| 木造建築士 | 延べ面積300m2まで                | 階数2以下かつ、延べ面積30m2まで | 高さ13mまで、軒の高さ9mまで | 延べ面積500m2まで |
| 無資格     | 階数2以下かつ、延べ面積100m2まで | 階数2以下かつ、延べ面積30m2まで | 高さ13mまで、軒の高さ9mまで | 不可              |